# جيليان هوروفيتز
جيليان هوروفيتز (بالإنجليزية: Gillian Horovitz) هي عداءة مراثونية بريطانية، ولدت في 7 يونيو 1955.

## وصلات خارجية
- جيليان هوروفيتس على موقع اتحاد ألعاب الكومنولث (مؤرشف) (الإنجليزية)